# Peterborough
Peterborough este o Autoritate Unitară și un oraș în regiunea East of England.

## Personalități născute aici
- Andy Bell (n. 1964), cântăreț, solist al formației Erasure.